# Dancing Brasil (5.ª temporada)
A quinta temporada do Dancing Brasil estreou em 3 de julho de 2019 após Power Couple, com apresentação de Xuxa, sob a direção artística de Marcelo Amiky e direção-geral de Rodrigo Carelli. O programa conta com a participação de 13 celebridades e 13 profissionais de dança, no qual formam duplas e disputam o prêmio final.
O cantor Vinícius D'Black e sua coreógrafa, Carol Dias, foram coroados como os vencedores da quinta temporada com 38,11% dos votos do público; a ginasta Dany Hypólito e Marquinhos Costa terminaram como vice-campeões com 32,33%; já a nadadora sincronizada Bia Feres e Paulo Victor Souza ficaram em terceiro com 29,56%.

## Produção
Em 26 de outubro de 2018, a RecordTV anunciou que Xuxa apresentaria um segundo programa em 2019, o talent show musical The Four Brasil. Como consequência, o Dancing Brasil passaria a ter apenas uma temporada por ano, visando não desgastar nem a imagem da apresentadora, nem o formato, que teve duas edições anuais nos dois primeiros anos. A quinta temporada foi oficialmente anunciada em fevereiro de 2019.  Em 24 de maio, foi confirmada a data de estreia da temporada para 3 de julho, substituindo o Top Chef Brasil às quartas-feiras e mantendo Junno Andrade como repórter.

## Participantes
Os 13 participantes foram anunciados em 29 de maio de 2019.
| Celebridade       | Conhecido por         | Profissional       | Situação                                      |
| ----------------- | --------------------- | ------------------ | --------------------------------------------- |
| D'Black           | Cantor                | Carol Dias         | Vencedores em 11 de setembro de 2019          |
| Dany Hypólito     | Ginasta               | Marquinhos Costa   | 2º lugar em 11 de setembro de 2019            |
| Bia Feres         | Nadadora sincronizada | Paulo Victor Souza | 3º lugar em 11 de setembro de 2019            |
| Victor Sarro      | Humorista             | Bruna Bays         | 9ª dupla eliminada em 4 de setembro de 2019   |
| Ricardo Vianna    | Ator                  | Dani de Lova       | 8ª dupla eliminada em 28 de agosto de 2019    |
| Cátia Paganote    | Ex-Paquita            | Fernando Perrotti  | 7ª dupla eliminada em 21 de agosto de 2019    |
| Alinne Prado      | Jornalista            | Jefferson Andrade  | 6ª dupla eliminada em 14 de agosto de 2019    |
| MC Koringa        | Cantor                | Bella Fernandes    | Desistentes por lesão em 14 de agosto de 2019 |
| Natália Guimarães | Miss Brasil           | Rafa Scauri        | 5ª dupla eliminada em 7 de agosto de 2019     |
| Maria Paula       | Atriz e apresentadora | Tutu Morasi        | 4ª dupla eliminada em 30 de julho de 2019     |
| Thierry Figueira  | Ator                  | Flávia Café        | 3ª dupla eliminada em 24 de julho de 2019     |
| Zeca Lima         | Músico                | Nick Molina        | 2ª dupla eliminada em 17 de julho de 2019     |
| Maria Cecília     | Cantora               | Lucas Téo          | 1ª dupla eliminada em 10 de julho de 2019     |

## Tabelas das notas
| Casal               | Posição | 1    | 2    | 1+2  | 3    | 4    | 5    | 6    | 7    | 8           | 9    | 10             | 11       |
| ------------------- | ------- | ---- | ---- | ---- | ---- | ---- | ---- | ---- | ---- | ----------- | ---- | -------------- | -------- |
| D'Black e Carol     | 1       | 28.5 | 29.6 | 58.1 | 27.5 | 32.2 | 32.3 | 34.3 | 37.5 | 33.4+2=35.4 | 37.7 | 38.5+37.6=76.1 | 30+30=60 |
| Dany e Marquinhos   | 2       | 25.5 | 31.7 | 53.8 | 27.5 | 38.0 | 36.1 | 33.9 | 39.2 | 31.8+0=31.8 | 36.6 | 35.7+38.8=74.5 | 30+30=60 |
| Bia e Paulo Victor  | 3       | 28.9 | 28.3 | 60.6 | 30.8 | 38.0 | 39.3 | 33.8 | 38.0 | 35.6+0=35.6 | 35.0 | 36.7+37.6=74.3 | 30+30=60 |
| Victor e Bruna      | 4       | 24.5 | 29.4 | 53.9 | 27.5 | 30.6 | 30.7 | 32.5 | 39.2 | 35.5+0=35.5 | 38.7 | 37.5+35.2=72.7 |          |
| Ricardo e Dani      | 5       | 27.3 | 32.8 | 60.1 | 26.7 | 34.3 | 30.6 | 31.6 | 35.4 | 34.3+0=34.3 | 36.6 |                |          |
| Cátia e Fernando    | 6       | 24.5 | —    | —    | 32.3 | 35.8 | 38.8 | 35.8 | 31.9 | 28.9+0=28.9 |      |                |          |
| Alinne e Jefferson  | 7       | 23.7 | 27.0 | 50.7 | 28.7 | 29.4 | —    | 33.3 | 32.4 |             |      |                |          |
| MC Koringa e Bella  | 8       | 26.9 | 25.5 | 52.4 | 29.2 | 31.4 | 29.8 | 34.1 | —    |             |      |                |          |
| Natália e Rafa      | 9       | 20.3 | 24.2 | 44.5 | 25.0 | 28.9 | 29.0 | 30.9 |      |             |      |                |          |
| Maria Paula e Tutu  | 10      | 24.8 | 30.7 | 55.5 | 27.5 | —    | 28.6 |      |      |             |      |                |          |
| Thierry e Flávia    | 11      | 21.5 | 25.3 | 46.8 | 29.8 | 28.5 |      |      |      |             |      |                |          |
| Zeca e Nick         | 12      | 22.0 | 21.9 | 43.9 | 27.1 |      |      |      |      |             |      |                |          |
| Maria Cecília e Teo | 13      | 19.8 | 24.0 | 43.8 |      |      |      |      |      |             |      |                |          |

Números vermelhos indicam a menor nota de cada semana
Números verdes indicam a maior nota de cada semana
     O casal foi eliminado nessa semana
     O casal ficou na zona de risco
     O casal estava na zona de risco e foi salvo pelo desafio do improviso
     O casal desistiu da competição por lesão
     O casal vencedor
     Os segundos colocados
     Os terceiros colocados

### Média das notas
| Ranking por média | Posição por eliminação | Casal               | Total de pontos | Número de danças | Média |
| ----------------- | ---------------------- | ------------------- | --------------- | ---------------- | ----- |
| 1                 | 3                      | Bia e Paulo Victor  | 455.4           | 13               | 35.0  |
| 2                 | 2                      | Dany e Marquinhos   | 441.4           | 13               | 34.0  |
| 3                 | 1                      | D'Black e Carol     | 441.1           | 13               | 33.9  |
| 4                 | 4                      | Victor e Bruna      | 361.3           | 11               | 32.8  |
| 5                 | 5                      | Ricardo e Dani      | 289.6           | 9                | 32.1  |
| 6                 | 6                      | Cátia e Fernando    | 228.0           | 7                | 32.1  |
| 7                 | 8                      | MC Koringa e Bella  | 176.9           | 6                | 29.5  |
| 8                 | 7                      | Alinne e Jefferson  | 142.1           | 5                | 28.4  |
| 9                 | 10                     | Maria Paula e Tutu  | 111.6           | 4                | 27.9  |
| 10                | 9                      | Natália e Rafa      | 158.3           | 6                | 26.4  |
| 11                | 11                     | Thierry e Flávia    | 105.1           | 4                | 26.3  |
| 12                | 12                     | Zeca e Nick         | 71.0            | 3                | 23.6  |
| 13                | 13                     | Maria Cecília e Teo | 43.8            | 2                | 21.9  |